# Cyrtisiopsis
Cyrtisiopsis is een geslacht van vliegen uit de familie van de Mythicomyiidae. De wetenschappelijke naam van het geslacht werd voor het eerst geldig gepubliceerd door Séguy in 1930.

## Soorten
- Cyrtisiopsis algirus
- Cyrtisiopsis americanus
- Cyrtisiopsis amniolus
- Cyrtisiopsis maculiventris
- Cyrtisiopsis melleus
- Cyrtisiopsis singularis